# Andrés de Urdaneta
Pour les articles homonymes, voir Urdaneta.
Andrés de Urdaneta (Ordizia, 1498 ou 1508 - Mexico, 3 juin 1568) était un frère augustinien basque espagnol, capitaine de navire et explorateur.

## Biographie

### Jeunesse
Urdaneta naît à Villafranca de Oria, dans la province basque du Guipuscoa en Espagne.
Il étudie le latin et la philosophie, mais étant orphelin se tourne vers la vie militaire, et obtient le rang de capitaine durant les guerres italiennes. Retournant en Espagne, il étudie les mathématiques et l'astronomie, ce qui lui donne une inclination pour la vie maritime, et l'amène à accompagner García Jofre de Loaísa dans une expédition aux Moluques en 1525.
Il sert là-bas durant onze ans. Retournant en Europe, il accoste à Lisbonne où il est poursuivi par le gouvernement portugais pour avoir fait le récit de son voyage vers les îles quand il était en Nouvelle-Espagne. Charles Quint ne lui fait pas un accueil favorable, et, lassé par ses nombreuses aventures, il retourne à Mexico et entre dans l'ordre des augustiniens.

### Expédition aux Philippines
À la mort du vice-roi don Luis de Velasco, en 1564, la Nouvelle-Espagne passe sous le gouvernement de l'Audiencia et l'une des premières préoccupations est de mettre sur pied une expédition pour la conquête et la colonisation des Philippines. L'expédition avait été ordonnée par Philippe II en 1559, le frère Andrés de Urdaneta ayant été désigné commandant, et le vice-roi s'occupait du problème au moment de son décès. Urdaneta est alors considéré comme un grand navigateur, spécialement pour la navigation dans l'océan Indien. Philippe II lui écrit pour le presser de rejoindre l'expédition et lui en offre le commandement. Urdaneta accepte d'accompagner l'expédition, mais refuse de la commander, et c'est l'adelantado don Miguel López de Legazpi qui est désigné à ce poste. L'expédition, composée du Capitana, qui transporte Legazpi et Urdaneta, des galions San Pablo et San Pedro, et des tenders San Jan et San Lucas, prend la mer le 21 novembre 1564.

### La route entre les Philippines et le Mexique
Après avoir passé quelque temps dans l'archipel, Legazpi décide de rester et envoie Urdaneta chercher une meilleure route de retour et obtenir de l'aide de Nouvelle-Espagne pour la colonie des Philippins. Il quitte l'île de Cebu en juin 1565, et est forcé d'aller jusqu'à la latitude de 36 degrés nord pour obtenir des vents favorables. Urdaneta assume lui-même le commandement. Quatorze membres d'équipage meurent, et quand le navire atteint le port d'Acapulco le 8 octobre 1565, seuls Urdaneta et Felipe de Salcedo, le neveu de Legazpi, sont encore assez forts pour jeter les ancres. Du Mexique, il part pour l'Europe rendre compte de l'expédition, et retourne ensuite en Nouvelle-Espagne, dans le but de continuer jusqu'aux Philippines, mais en est dissuadé par ses amis. Il écrit deux récits de ses voyages; celui décrivant le récit de l'expédition Loaísa est publié, l'autre, qui donne le récit du voyage de retour, est préservé sous forme de manuscrit dans les archives des Indes.
Il est connu pour avoir découvert et tracé un chemin traversant l'Océan Pacifique des Philippines à Acapulco, devenue célèbre sous le nom de « route d'Urdaneta », en contournant l'anticyclone d'Hawaï. Il part de San Miguel aux Philippines le 1er juin 1565, et arrive à Acapulco le 8 octobre, couvrant 20 000 km en 130 jours. À l'arrivée, il découvre qu'un membre d'équipage de l'expédition, Alonso de Arellano, qui les avait abandonnés juste après avoir quitté le port, les a en fait battus, arrivant à Barra de Navidad en Jalisco en août de la même année. Cependant, les notes d'Arellano sont bien moins précises et professionnelles que celles d'Urdaneta, et c'est par conséquent la route de ce dernier qui devient célèbre.
Pour le restant des XVIe et XVIIe, les vaisseaux espagnols, principalement le galion commercial Manille-Acapulco annuel, utilisent la route tracée par Urdaneta. Pour diverses raisons, ils n'ont jamais exploré la plus grande partie de la côte pacifique d'Amérique du Nord, pas plus que les îles du Pacifique, bien que l'Espagne ait gardé la suzeraineté nominale sur l'Océan Pacifique jusqu'au XIXe siècle.